# Bristol Island
Bristol Island är en ö i Sydgeorgien och Sydsandwichöarna (Storbritannien). Den ligger i den sydöstra delen av Sydgeorgien och Sydsandwichöarna. Arean är 46 kvadratkilometer.
Terrängen på Bristol Island är kuperad. Öns högsta punkt är 1 154 meter över havet. Den sträcker sig 10,6 kilometer i nord-sydlig riktning, och 10,3 kilometer i öst-västlig riktning.  Trakten runt Bristol Island är permanent täckt av is och snö.